# 耳药花属
耳药花属（学名：Otanthera）是野牡丹科下的一个属，为灌木植物。该属共有约15种，分布于亚洲热带地区和大洋洲。

## 下属物种
- 耳药花 Otanthera scaberrima (Hayata) Ohwi